# Хиллман, Джек
Уи́льям Джон Хи́ллман (англ. William John Hillman), более известный как Джек Хи́ллман (англ. Jack Hillman; 30 октября 1871 — 16 декабря 1952) — английский футболист, вратарь. Выступал за футбольные клубы «Бернли», «Эвертон», «Данди», «Манчестер Сити» и «Миллуолл», также провёл один матч за национальную сборную Англии.

## Футбольная карьера
Уроженец Калстока, Хиллман начал футбольную карьеру в юношеской команде «Янг Пилиримс» (связанной с клубом «Плимут Аргайл»). Там его заметили скауты «Бернли», и в 1890 году он стал игроком «бордовых». Выступал за команду до 1895 года.
В феврале 1895 года перешёл в «Эвертон» за 150 фунтов. Однако уже в июне 1896 года покинул «ирисок», перейдя в шотландский клуб «Данди». Провёл в команде два полных сезона, но в сезоне 1897/98 был отстранён клубом за «нежелание стараться», хотя к тому моменту клуб был в состоянии банкротства и не мог платить Хиллману зарплату. В марте 1898 года футболист вернулся в «Бернли».
18 февраля 1899 года провёл свой единственный матч за национальную сборную Англии — это была игра Домашнего чемпионата против сборной Ирландии на «Рокер Парк», в которой сборная Англии победила со счётом 13:2.
В сезоне 1899/1900 «Бернли» боролся за выживание в Первом дивизионе. Перед финальной игрой сезона против «Ноттингем Форест» «Бернли» нужна была только победа. Хиллман пытался подкупить игроков «Ноттингем Форест», предложив каждому 2 фунта за то, чтобы они «сильно не старались». После перерыва он увеличил предложение до 5 фунтов, но в итоге «Бернли» проиграл со счётом 0:4 и выбыл во Второй дивизион. После окончания матча секретарь «Ноттингем Форест» написал жалобу в Футбольную ассоциацию, обнародовав факт попытки подкупа. Хиллмана вызвали на совместную комиссию Футбольной ассоации и Футбольной лиги, которая прошла в Манчестере. Игрок отрицал попытку подкупа и заявил, что вся эта история была «шуткой», основанной на подозрительном поражении «Ноттингем Форест» от «Вест Бромвич Альбион» со счётом 0:8 пару недель назад. Хиллман заявил, что он всего лишь попросил у игроков «Форест» об «аналогичной услуге». Комиссию не удовлетворило объяснение Хиллмана, и он получил сезонную дисквалификацию за свои действия. Инцидент стал первым зафиксированным случаем попытки организации договорного матча в спорте. После окончания дисквалификации Хиллман вернулся к выступлениям за «Бернли».
В январе 1902 года Хиллман перешёл в «Манчестер Сити». Дебютировал за клуб 1 февраля 1902 года в матче Первого дивизиона против «Ноттс Каунти» на «Хайд Роуд». В сезоне 1901/02 провёл 14 матчей в лиге, по итогам сезона «Манчестер Сити» выбыл во Второй дивизион. Проведя один сезон во Втором дивизионе, «Сити» вернулся в высший дивизион в 1903 году, а в сезоне 1903/04 занял второе место в Первом дивизионе. В 1904 году Хиллман помог «Сити» выиграть Кубок Англии — в финале команда обыграла «Болтон Уондерерс».
В 1905 году разразился знаменитый коррупционный скандал, в ходе которого выяснилось, что «Манчестер Сити» осуществляет незаконные выплаты игрокам. В результате 17 игроков клуба «Манчестер Сити» получили пожизненный запрет выступать за клуб, в их числе был Джек Хиллман. Запрет играть за «Сити» был отменён в 1908 году, но игрок больше не выступал за команду.
В январе 1907 года Хиллман перешёл в «Миллуолл Атлетик» из Южной лиги. Вскоре получил травму плеча, из-за которой не играл больше года. В ноябре 1908 года «Манчестер Сити» (которому до сих пор принадлежали права на футболиста) дал разрешение на его бесплатный переход в клуб «Порт Глазго Атлетик», но Хиллман передумал, заявив, что хочет перейти к конкурентам «Сити» — в «Манчестер Юнайтед». «Манчестер Сити» отказался санкционировать бесплатный переход Хиллмана к принципиальному сопернику. Спор решился Футбольной лигой, постановившей, что за трансфер Хиллмана нужно заплатить «Сити» 125 фунтов стерлингов. В декабре 1908 года вратарь вернулся в «Бернли». Он также играл за «бордовых» в военное время и впоследствии в благотворительных матчах вплоть до 1921 года, а также был членом тренерского штаба.
После завершения футбольной карьеры управлял кондитерским магазином в Бернли. В этом магазине был выставлен футбольный мяч, которым играли в финале Кубка Англии 1904 года.

## Достижения
«Манчестер Сити»
- Обладатель Кубка Англии: 1904
- Победитель Второго дивизиона: 1902/03